# Джефферс (город, Миннесота)
Джефферс (англ. Jeffers) — город в округе Коттонвуд, штат Миннесота, США. На площади 1 км² (1 км² — суша, водоёмов нет), согласно переписи 2002 года, проживают 396 человек. Плотность населения составляет 395,7 чел./км².
- Телефонный код города — 507
- Почтовый индекс — 56145
- FIPS-код города — 27-31796[1]
- GNIS-идентификатор — 0645595[2]